# Bílá Třemešná (stacja kolejowa)
Bílá Třemešná – stacja kolejowa w miejscowości Bílá Třemešná, w kraju hradeckim, w Czechach. Jest ważnym węzłem kolejowym o znaczeniu regionalnym. Znajduje się na wysokości 380 m n.p.m.
Jest zarządzana przez Správę železnic. Na stacji nie ma możliwości zakupu biletów, a obsługa podróżnych odbywa się w pociągu.

## Linie kolejowe
- 030 Jaroměř - Liberec